# Ami Bera
Pour les articles homonymes, voir Bera (homonymie).
Amerish Babulal Bera dit Ami Bera, né le 2 mars 1965 à Los Angeles, est un homme politique américain, représentant démocrate de Californie à la Chambre des représentants des États-Unis depuis 2013.

## Biographie

### Études et carrière professionnelle
Les parents d'Ami Bera ont émigré d'Inde dans les années 1950 pour leurs études. Diplômé de l'université de Californie à Irvine en 1991, Ami Bera devient médecin et professeur. Il dirige les services de la santé du comté de Sacramento entre 1999 et 2004. Il est ensuite vice-doyen de l'école de médecine de son université, de 2004 à 2007.

### Représentant des États-Unis
En 2010, il est candidat à la Chambre des représentants des États-Unis dans le 3e district de Californie. Bien qu'il soit le seul candidat démocrate à lever davantage de fonds qu'un représentant républicain sortant, il est battu par Dan Lungren qui réunit 50,1 % des voix contre 43,2 % pour Bera.
Il affronte à nouveau Lungren en 2012 dans un 7e district redécoupé qui devient plus favorable aux démocrates mais reste un pur « swing district ». Il arrive en deuxième position de la primaire avec 41 % des voix, derrière Lungren à 53 %. Au soir de l'élection générale, Bera est en tête de 184 voix, mais il est finalement élu avec 51,7 % des suffrages, soit 9 000 voix d'écart. Il est candidat à un nouveau mandat en 2014. Il arrive en tête de la primaire avec 47 % des suffrages, mais il est considéré comme vulnérable. L'élection devient la plus chère du pays avec 20 millions de dollars dépensés. Il est réélu de justesse avec 50,4 % des voix face au républicain Doug Ose.
Il se présente à sa réélection en 2016 face au shérif républicain du comté de Sacramento, Scott Jones. Il remporte la primaire au mois de juin avec 54 % des suffrages. En août 2016, son père est condamné à de la prison pour le financement illégal de ses campagnes de 2010 et 2012 et blanchiment d'argent : il sollicitait des proches pour donner les 5 000 dollars maximum autorisés à la campagne de son fils puis les remboursait. Avec 260 000 dollars de contributions, il dépasse largement le plafond légal. En novembre, Ami Bera est réélu avec environ 51 % des voix contre 49 % pour Scott Jones, qui améliore toutefois le score de Donald Trump de près de huit points (41,2 % contre 52,1 % pour Hillary Clinton lors de la présidentielle). En 2018, il est réélu face à l'ancien marine Andrew Grant avec 55 % des suffrages.

## Historique électoral

### Chambre des représentants
| Année | Ami Bera | Républicain |
| ----- | -------- | ----------- |
| Année |          |             |
| 2012  | 51,7 %   | 48,3 %      |
| 2014  | 50,4 %   | 49,6 %      |
| 2016  | 51,2 %   | 48,8 %      |
| 2018  | 55,0 %   | 45,0 %      |
| 2020  | 56,6 %   | 43,4 %      |

## Appartenance à un groupe parlementaire
- Caucus sikh américain du Congrès
- Coalition des nouveaux démocrates (vice-présidente de la sensibilisation)[12]
- Caucus des Américains d'Asie et du Pacifique du Congrès[13]
- Caucus des solutions climatiques[14]
- Caucus États-Unis-Japon[15]
- Coalition du Congrès sur l'adoption[16]